# Aaron Johnston
Aaron Johnston (2 febbraio 1995) è un copilota di rally irlandese, dal 2021 gareggia in coppia con Takamoto Katsuta.

## Carriera
Johnston fa il suo esordio nel Campionato del mondo Rally nel 2019 quando prende parte, in equipaggio con Oliver Solberg, al Rally di Gran Bretagna conclusosi anzitempo per un ritiro causato da un incidente di gara. Nel 2020, in occasione del Rally d'Estonia conquista, sempre con Solberg alla guida, i primi punti iridati e la vittoria nella categoria WRC-3. Nel corso della stagione 2021 si separa da Solberg, rimanendo nel mondo dei Rally come co-pilota di Takamoto Katsuta.

## Vittorie nei rally

### WRC-3
| # | Anno | Evento          | Pilota         | Auto                   |
| - | ---- | --------------- | -------------- | ---------------------- |
| 1 | 2020 | Rally d'Estonia | Oliver Solberg | Volkswagen Polo GTI R5 |

### ERC
| # | Anno | Evento        | Pilota         | Auto                   | Squadra                    |
| - | ---- | ------------- | -------------- | ---------------------- | -------------------------- |
| 1 | 2019 | Rally Liepāja | Oliver Solberg | Volkswagen Polo GTI R5 | Sports Racing Technologies |
| 2 | 2020 | Rally Liepāja | Oliver Solberg | Volkswagen Polo GTI R5 | -                          |

### Altri Rally
| # | Stagione | Campionato                    | Evento                                                 | Pilota         | Auto                   |
| - | -------- | ----------------------------- | ------------------------------------------------------ | -------------- | ---------------------- |
| 1 | 2011     | -                             | ALMC Stages Rally - Historic                           | William Todd   | Morris Mini Cooper S   |
| 2 | 2019     | / Campionato lettone e estone | Rally Alūksne                                          | Oliver Solberg | Volkswagen Polo GTI R5 |
| 3 | 2019     | / Campionato lettone e estone | Rallijs Sarma                                          | Oliver Solberg | Volkswagen Polo GTI R5 |
| 4 | 2019     | Campionato lettone            | Rally Liepāja (Latvia #4)                              | Oliver Solberg | Volkswagen Polo GTI R5 |
| 5 | 2019     | Campionato lettone            | Shell Helix Rally Estonia (LRC)                        | Oliver Solberg | Volkswagen Polo GTI R5 |
| 6 | 2019     | Campionato nord-americano     | Waste Management Susquehannock Trail Performance Rally | Oliver Solberg | Subaru WRX STI         |
| 7 | 2019     | Campionato nord-americano     | Lake Superior Performance Rally                        | Oliver Solberg | Subaru WRX STI         |
| 8 | 2021     | -                             | Rally di Alba - #RAplus                                | Oliver Solberg | Hyundai i20 Coupe WRC  |

## Palmarès
- Trofeo Rally Baltico (2020)

## Risultati nel mondiale rally

### WRC
| 2019 | Scuderia | Vettura                |  |  |  |  |  |  |  |  |  |  |  |     |  |  |  |  | Punti | Pos. |
| ---- | -------- | ---------------------- |  |  |  |  |  |  |  |  |  |  |  | --- |  |  |  |  | ----- | ---- |
| 2019 |          | Volkswagen Polo GTI R5 |  |  |  |  |  |  |  |  |  |  |  | Rit |  |  |  |  | 0     |      |

| 2020 | Scuderia | Vettura                                       |    |    |     |   |  |    |   |  |  |  |  |  |  |  |  |  | Punti | Pos. |
| ---- | -------- | --------------------------------------------- | -- | -- | --- | - |  | -- | - |  |  |  |  |  |  |  |  |  | ----- | ---- |
| 2020 |          | Volkswagen Polo GTI R5 Škoda Fabia Rally2 evo | 25 | 17 | Rit | 9 |  | 18 | 7 |  |  |  |  |  |  |  |  |  | 8     | 16º  |

| 2021 | Scuderia                                                            | Vettura                                                                    |     |  |  |    |  |     |     |     |     |     |    |    |  |  |  |  | Punti | Pos. |
| ---- | ------------------------------------------------------------------- | -------------------------------------------------------------------------- | --- |  |  | -- |  | --- | --- | --- | --- | --- | -- | -- |  |  |  |  | ----- | ---- |
| 2021 | Hyundai Motorsport N Hyundai 2C Competition Toyota Gazoo Racing WRT | Hyundai i20 R5 Hyundai i20 Coupe WRC Hyundai i20 N Rally2 Toyota Yaris WRC | Rit |  |  | 11 |  | Rit | Rit | Rit | Rit | 374 | 40 | 72 |  |  |  |  | 12    | 17º  |

| 2022 | Scuderia                   | Vettura                       |   |   |   |   |    |   |   |   |   |   |     |    |   |  |  |  | Punti | Pos. |
| ---- | -------------------------- | ----------------------------- | - | - | - | - | -- | - | - | - | - | - | --- | -- | - |  |  |  | ----- | ---- |
| 2022 | Toyota Gazoo Racing WRT NG | Toyota GR Yaris Rally1 Hybrid | 8 | 4 | 6 | 4 | 65 | 3 | 5 | 6 | 5 | 6 | Rit | 75 | 3 |  |  |  | 122   | 5º   |

| 2023 | Scuderia                | Vettura                       |   |     |    |    |     |     |   |   |    |   |   |    |    |  |  |  | Punti | Pos. |
| ---- | ----------------------- | ----------------------------- | - | --- | -- | -- | --- | --- | - | - | -- | - | - | -- | -- |  |  |  | ----- | ---- |
| 2023 | Toyota Gazoo Racing WRT | Toyota GR Yaris Rally1 Hybrid | 6 | Rit | 23 | 64 | 334 | 403 | 4 | 7 | 34 | 6 | 5 | 54 | 54 |  |  |  | 101   | 7º   |

| 2024 | Scuderia                | Vettura                       |    |     |   |    |     |     |    |    |     |     |  |    |   |  |  |  | Punti | Pos. |
| ---- | ----------------------- | ----------------------------- | -- | --- | - | -- | --- | --- | -- | -- | --- | --- |  | -- | - |  |  |  | ----- | ---- |
| 2024 | Toyota Gazoo Racing WRT | Toyota GR Yaris Rally1 Hybrid | 73 | 455 | 2 | 54 | 295 | 355 | 85 | 64 | 411 | 305 |  | 41 | 4 |  |  |  | 116   | 6º   |

| 2025 | Scuderia                | Vettura                |     |   |     |   |    |    |    |     |   |  |  |  |  |  |  |  | Punti | Pos. |
| ---- | ----------------------- | ---------------------- | --- | - | --- | - | -- | -- | -- | --- | - |  |  |  |  |  |  |  | ----- | ---- |
| 2025 | Toyota Gazoo Racing WRT | Toyota GR Yaris Rally1 | Rit | 2 | Rit | 4 | 54 | 54 | 42 | Rit | 2 |  |  |  |  |  |  |  | 87    |      |

| Legenda | 1º posto | 2º posto | 3º posto | A punti | Senza punti | Ritirato | Squalificato | NP=Non partito C=Gara cancellata | Apice=Power stage |

### WRC-2
| 2019 | Scuderia | Vettura                |  |  |  |  |  |  |  |  |  |  |  |     |  |  |  |  | Punti | Pos. |
| ---- | -------- | ---------------------- |  |  |  |  |  |  |  |  |  |  |  | --- |  |  |  |  | ----- | ---- |
| 2019 |          | Volkswagen Polo GTI R5 |  |  |  |  |  |  |  |  |  |  |  | Rit |  |  |  |  | 0     |      |

| 2021 | Scuderia             | Vettura                             |  |  |  |   |  |  |     |     |     |  |  |  |  |  |  |  | Punti | Pos. |
| ---- | -------------------- | ----------------------------------- |  |  |  | - |  |  | --- | --- | --- |  |  |  |  |  |  |  | ----- | ---- |
| 2021 | Hyundai Motorsport N | Hyundai i20 R5 Hyundai i20 N Rally2 |  |  |  | 5 |  |  | Rit | Rit | Rit |  |  |  |  |  |  |  | 10    | 23º  |

| Legenda | 1º posto | 2º posto | 3º posto | A punti | Senza punti | Ritirato | Squalificato | NP=Non partito C=Gara cancellata | Apice=Power stage |

### WRC-3
| 2020 | Scuderia | Vettura                                       |  |   |     |   |  |   |   |  |  |  |  |  |  |  |  |  | Punti | Pos. |
| ---- | -------- | --------------------------------------------- |  | - | --- | - |  | - | - |  |  |  |  |  |  |  |  |  | ----- | ---- |
| 2020 |          | Volkswagen Polo GTI R5 Škoda Fabia Rally2 evo |  | 5 | Rit | 1 |  | 6 | 2 |  |  |  |  |  |  |  |  |  | 61    | 3º   |

| Legenda | 1º posto | 2º posto | 3º posto | A punti | Senza punti | Ritirato | Squalificato | NP=Non partito C=Gara cancellata | Apice=Power stage |